# Hunkemöller
Hunkemöller, tidigare Hunkemöller Lexis, är en holländsk underklädeskedja med cirka 7400 anställda och mer än 900 butiker i Europa och Mellanöstern.

## Historia
Verksamheten grundades 1886 av Wilhelm Hunkemöller och hans fru Josephina Lexis som började producera korsetter på en fabrik i Amsterdam. Följande år öppnade paret filialer i både Amsterdam, Rotterdam och Utrecht.
Efter det turbulenta 1960-talet beslutade Hunkemöller att expandera verksamheten och lät sig då övertas av Vendex Confendex BV den 12 augusti 1974, ett dotterbolag till Vroom & Dreesmann BV. Vid denna tidpunkt ändrades företagets namn från ”Hunkemöller Lexis” till endast ”Hunkemöller”. I slutet av 1970 öppnade de första butikerna i Belgien och senare i Holland. I Sverige öppnade dörrarna till den första butiken i Emporia i Malmö 2011. 
Hunkemöller blev sedan sålt till Maxeda (en holländsk detaljhandel), som i slutet av november 2010 sålde det igen till investeringsgruppen PAI Partners, som då ägde  97% av verksamheten.
I början av 2016 blev Hunkemöller förvärvat av Carlyle Group. I mars 2022 meddelade Hunkemöller att nya majoritetsägare kommer att vara nederländska investerare, främst Parcom och Oppurtunity Partners. Carlyle Group förblir ägare men med mindre andel.

## Kollektion
Kollektionerna vänder sig till kvinnor och innehåller olika typer av underkläder samt badkläder, nattkläder, sportkläder och strumpor. Den ursprungliga Hunkemöllerprodukten, nämligen korsetten, går inte längre att finna i sortimentet. Den gammeldags korsetten är ersatt med den så kallade shapewear, som liknar vanliga underkläder, men som samtidigt stöttar och korrigerar. Dessutom har Hunkemöller genom åren infört andra produkter, så som T-shirt BH:ar med Soft-Stretch-Cup, funktionella BH:ar i större storlekar, BH:ar med gelfyllning och fästkuddar, så att kunden kan uppnå önskad push-up effekt.